# Jörg Bach
Jörg Bach (Wolgast, 4 februari 1964) is een Duitse beeldhouwer en graficus.

## Leven en werk
Jörg Bach volgde van 1983 tot 1986 een atelieropleiding bij de beeldhouwer Roland Martin. Aansluitend studeerde hij van 1986 tot 1991 beeldhouwkunst bij de hoogleraren Hiromi Akiyama en Walter Förderer aan de Akademie der Bildenden Künste Karlsruhe. Van 1988 tot 2001 was hij werkzaam als docent aan de Städtische Jugendkunstschule in Tuttlingen. Jörg Bach is lid van de Künstlerbund Baden-Württemberg en de kunstenaarsgroepering Neue Gruppe in München.
Bach creëert sculpturen uit vierkantstaal (cortenstaal of roestvast staal) : bodemplastieken, wand- en vrijstaande objecten, die vaak zijn geschilderd. Bach geeft zijn objecten eenvoudige namen als: reflector, bodemvrucht, twistappel, ronding, wolkenkrabber of traliewerk. Naast sculpturen vervaardigt Bach frottages en schetsen op papier en doek, die hij met zijn sculpturen exposeert.
De kunstenaar leeft en werkt in Mühlheim an der Donau.

## Enkele werken in de openbare ruimte (selectie)
- 1996 : Lavinium, beeldenpark KUNSTdünger Rottweil in Rottweil
- 1997 : Tuttlinger Tisch, Tuttlingen
- 1998 : Regenkelch, Hallenbad Balingen in Balingen
- 2001 : Vielfalt der Kräfte, Kißlegg
- 2002 : Begegnung, Landratsamt Tuttlingen in Tuttlingen
- 2005 : Drumrum, Tuttlinger Straße in Mühlheim an der Donau
- 2007 : Entwicklung, Stadthalle Bad Saulgau in Bad Saulgau
- 2007 : Knoten, Neckarsulm
- 2008 : Reflektor, Kolbinger Straße in Mühlheim an der Donau

## Fotogalerij

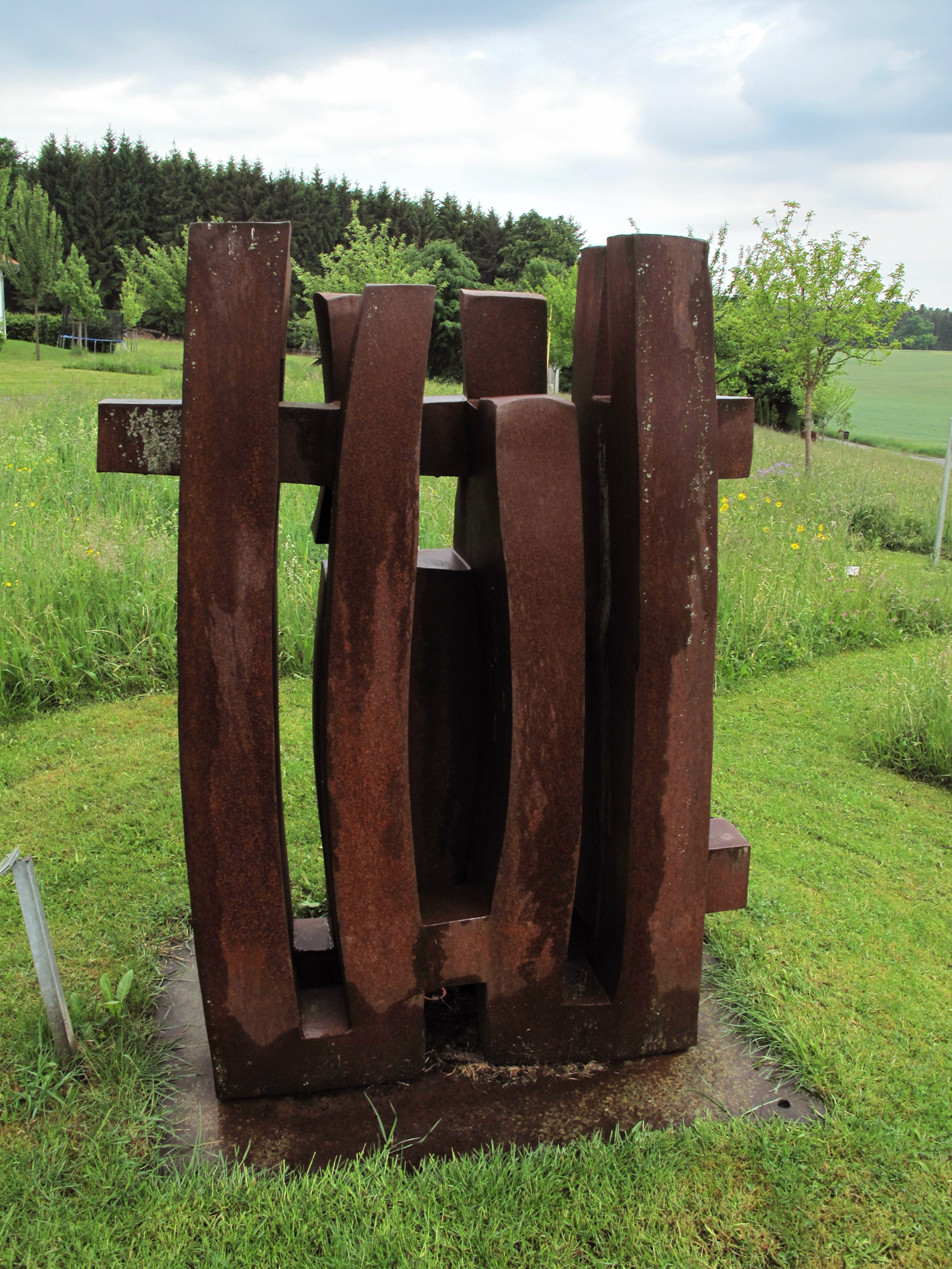
Lavinium (1996)
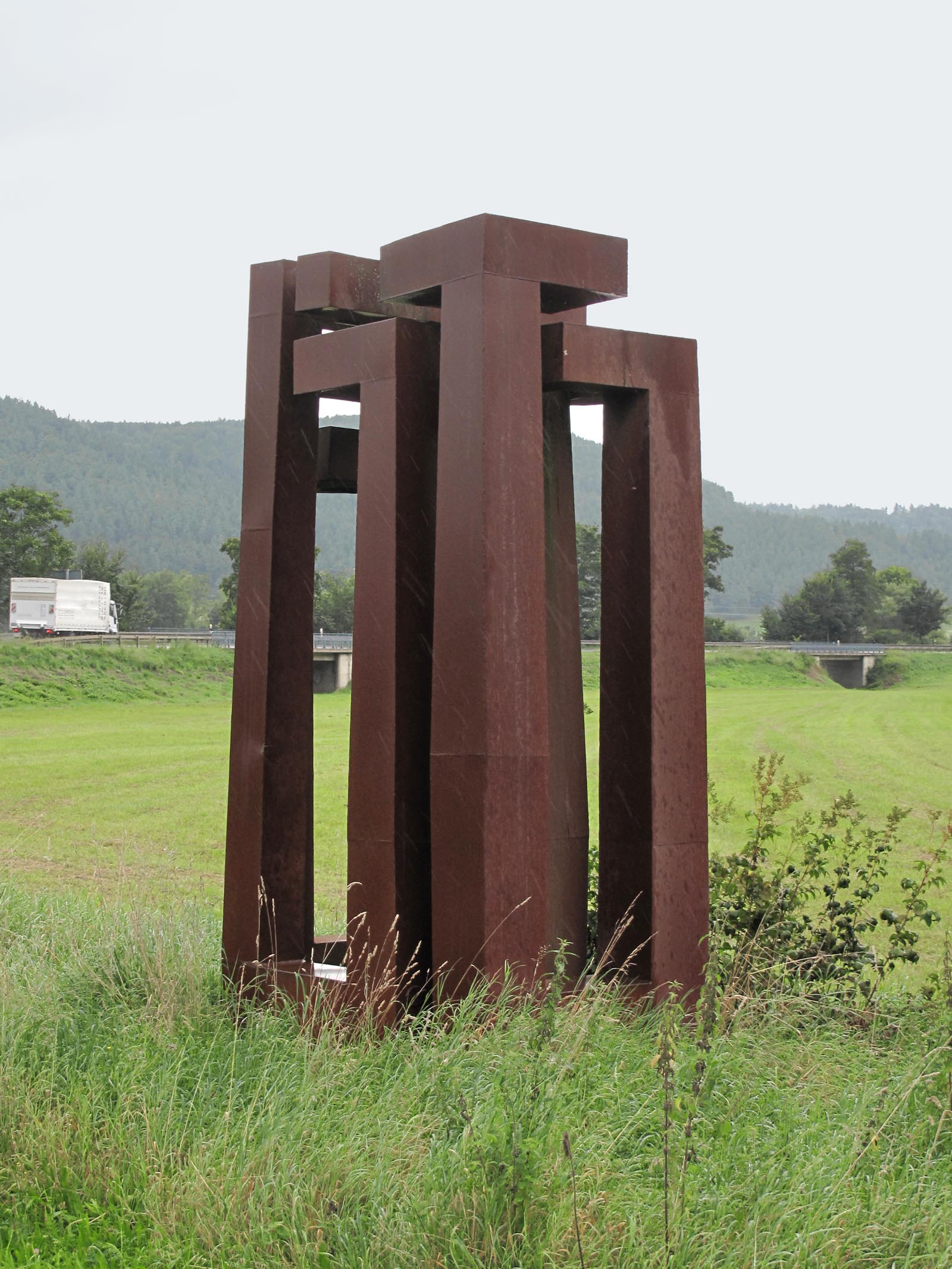
Tuttlinger Tisch (1997)
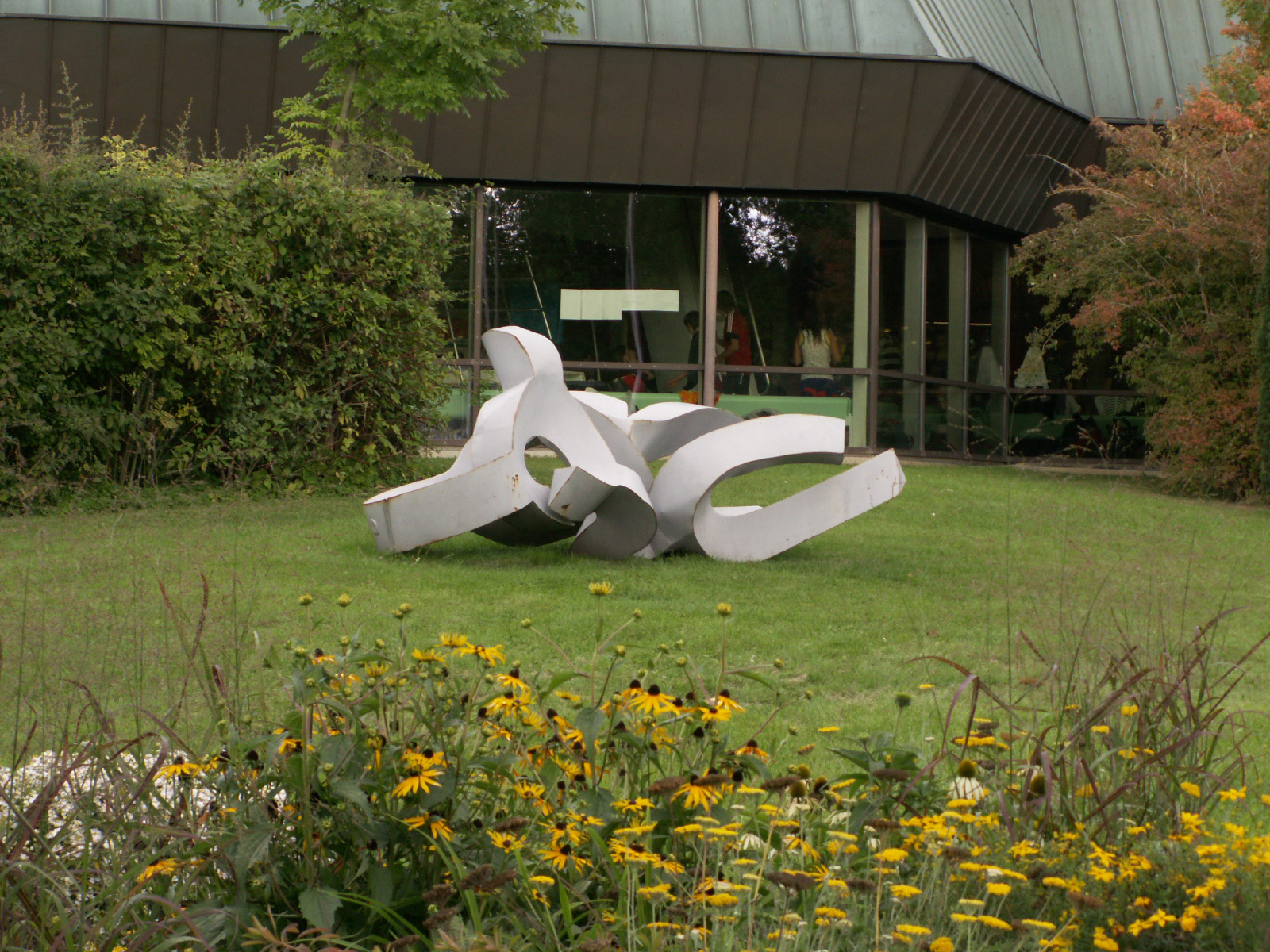
Regenkelch (1998)
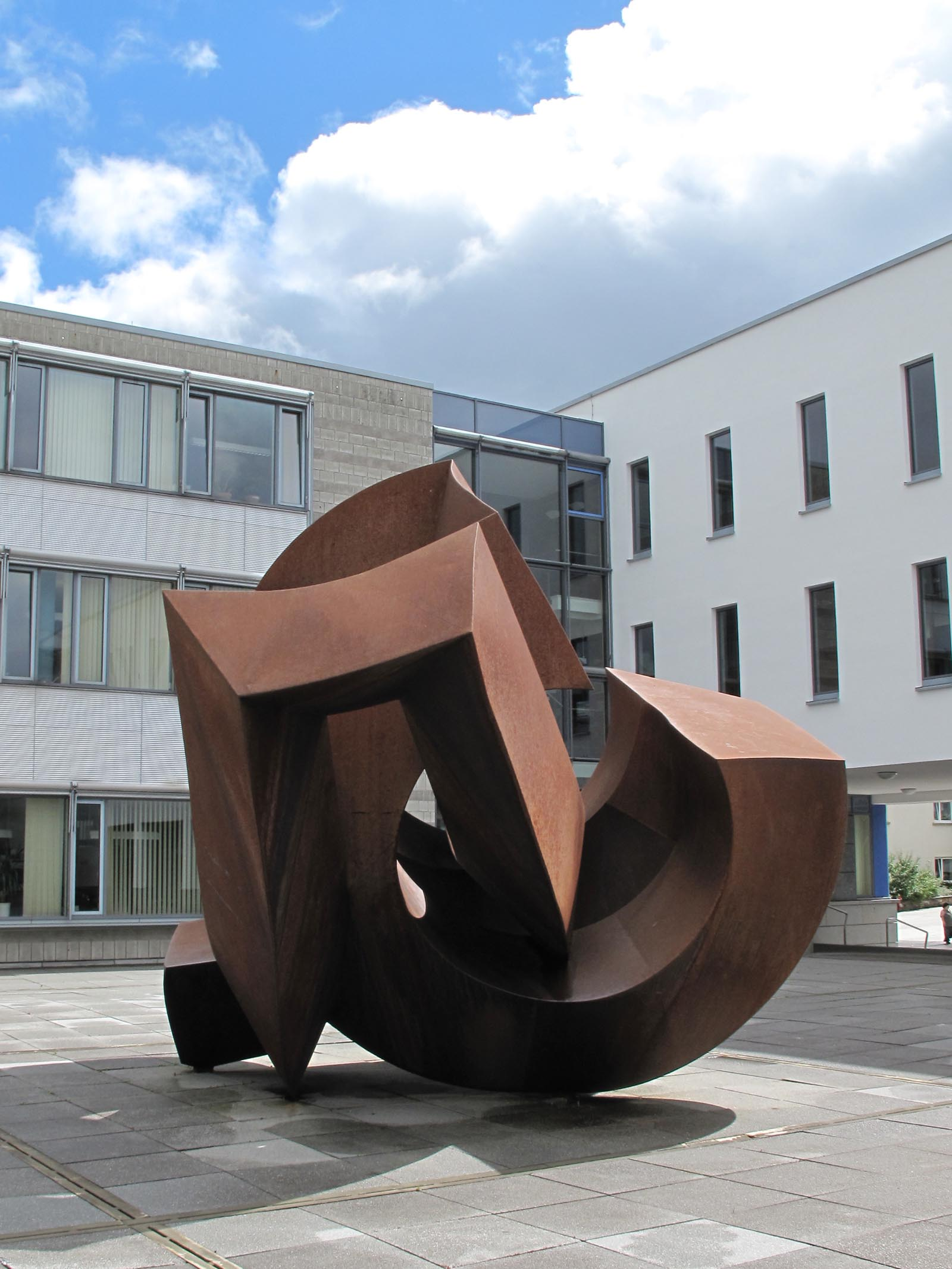
Begegnung (2002)
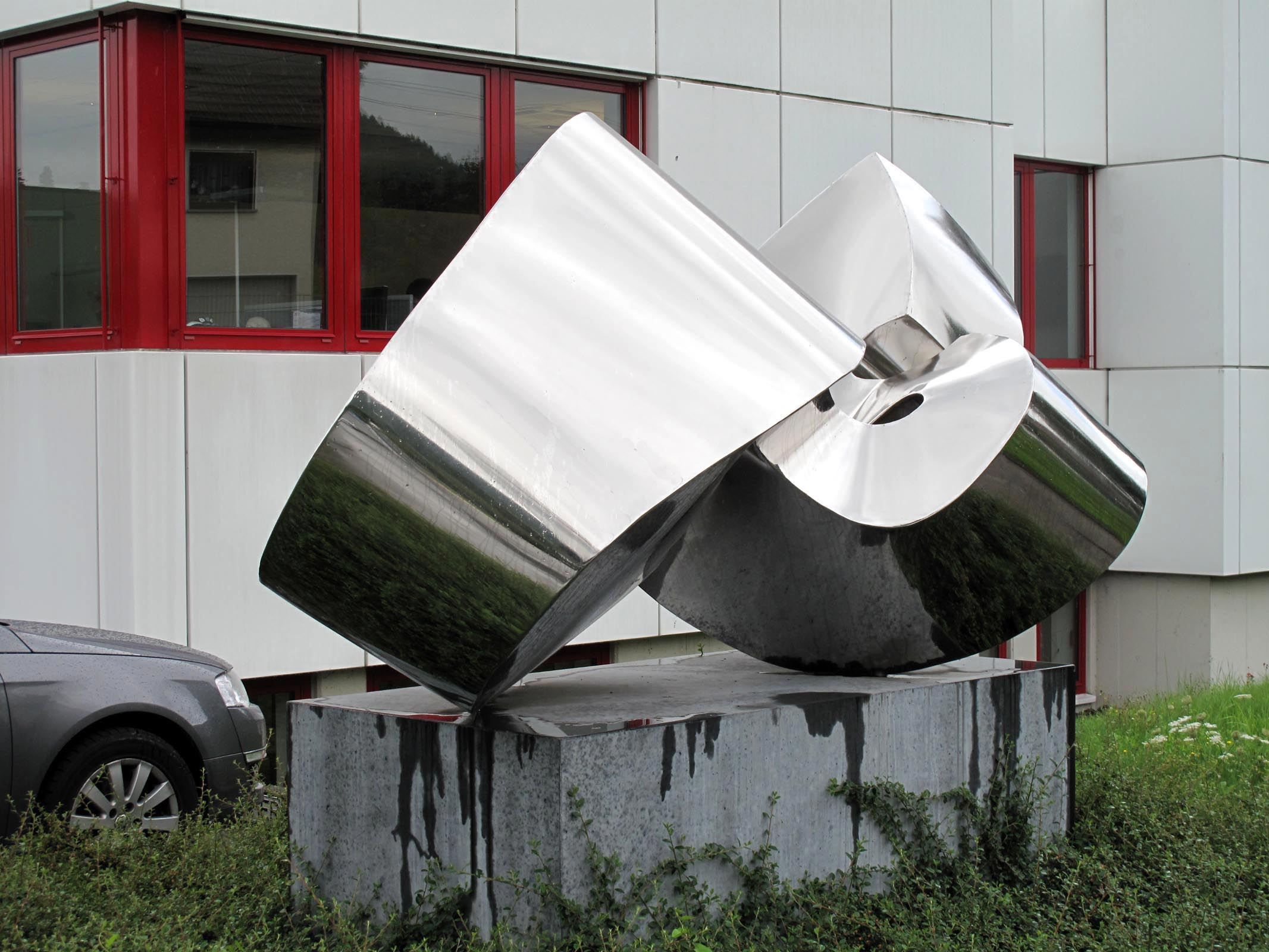
Reflektor (2008)